# 양학천로
양학천로(Yanghakcheon-ro)는 대한민국 경상북도 포항시 북구 죽도동과 남구 상대동 사이를 연결하는 도로이다.

## 노선 경로
- 양학사거리
  - 국도 제7호선 (새천년대로), 양학로
- 삼거리 명칭 미상
  - 중흥로192번길
- 사거리 명칭 미상
  - 대해로
- 죽도파출소앞
  - 죽파로, 중흥로, 중앙로121번길 (우신호준수)
- 사거리 명칭 미상
  - 중앙로
- 삼거리 명칭 미상
  - 축항로
- 삼거리 명칭 미상
  - 해동로

## 같이 보기
- 양학천